# Czarnakowizna
Czarnakowizna est un village polonais du district administratif de Suwałki, dans le powiat de Suwałki, voïvodie de Podlachie, au Nord-Est du pays. Il est situé à environ 12 km au Nord-Ouest de Suwałki et à 119 km au Nord de la capitale régionale Białystok.